# Ivory Coast International 2019
Die Ivory Coast International 2019 im Badminton fanden vom 4, bis zum 7. Juli 2019 in Abidjan statt.

## Sieger und Platzierte
| Disziplin    | Gold                                       | Silber                                 | Bronze                                                     |
| ------------ | ------------------------------------------ | -------------------------------------- | ---------------------------------------------------------- |
| Herreneinzel | Alap Mishra                                | Chirag Sen                             | Harshit Aggarwal                                           |
| Herreneinzel | Alap Mishra                                | Chirag Sen                             | Niluka Karunaratne                                         |
| Dameneinzel  | Thet Htar Thuzar                           | Sri Krishna Priya Kudaravalli          | Dorcas Ajoke Adesokan                                      |
| Dameneinzel  | Thet Htar Thuzar                           | Sri Krishna Priya Kudaravalli          | Soraya Aghaei Hajiagha                                     |
| Herrendoppel | Adham Hatem Elgamal Ahmed Salah            | Godwin Olofua Anuoluwapo Juwon Opeyori | Gideon Babalola Habeeb Temitope Bello                      |
| Herrendoppel | Adham Hatem Elgamal Ahmed Salah            | Godwin Olofua Anuoluwapo Juwon Opeyori | Aravind Kongara Venkatesh Prasad                           |
| Damendoppel  | Samin Abedkhojasteh Soraya Aghaei Hajiagha | Doha Hany Hadia Hosny                  | Lou Gohi Theophile Annick Doulou Esme Osseane Davila Loess |
| Mixed        | Howard Shu Paula Obanana                   | Ahmed Salah Hadia Hosny                | Adham Hatem Elgamal Doha Hany                              |
| Mixed        | Howard Shu Paula Obanana                   | Ahmed Salah Hadia Hosny                | Pit Seng Low Louisa Ma                                     |